# Jean-Marc Micas
Jean-Marc Micas, né le 17 juin 1963 à Montélimar dans la Drôme, est un prélat catholique français, nommé évêque de Tarbes et Lourdes le 30 mars 2022.

## Biographie

### Jeunesse et formation
Jean-Marc Micas naît à Montélimar le 17 juin 1963, mais il grandit à Boussens, près de Saint-Gaudens, en Comminges. Lors de ses études de génie civil et de génie climatique, il fait un séjour d'une année à Glasgow, où il est confronté aux problématiques de la paupérisation et qui nourrit son désir de prêtrise d'un objectif d'annonce aux populations plus défavorisées,.

### Principaux ministères
Jean-Marc Micas est ordonné prêtre le 10 mars 1991 pour l'archidiocèse de Toulouse et passe les huit années suivantes dans différentes paroisses du diocèse, notamment à Saint-Gaudens. En 1999, il devient formateur au séminaire Saint-Cyprien de Toulouse, avant d'en devenir responsable en 2007,.
Durant une vingtaine d'années, il est entre autres aumônier diocésain du Mouvement eucharistique des jeunes, responsable du Service diocésain des vocations, responsable du service régional des vocations et membre du conseil national des grands séminaires.
En parallèle, il intègre le 6 juin 1999 la compagnie des prêtres de Saint-Sulpice, dont il devient supérieur provincial pour la France, le Vietnam et l'Afrique en 2013,.

### Évêque de Tarbes et Lourdes
Le 30 mars 2022, il est nommé évêque de Tarbes et Lourdes. La messe de son ordination épiscopale a lieu le 29 mai 2022 à la basilique Saint-Pie-X de Lourdes afin d'accueillir le plus grand nombre possible de fidèles. Elle fut célébrée par Guy de Kerimel, archevêque métropolitain de Toulouse, assisté de Nicolas Brouwet, évêque de Nimes, précédemment évêque de Tarbes et Lourdes  et de Francis Bestion, évêque de Tulle, en présence de Celestino Migliore, nonce apostolique en France. L'installation officielle a eu lieu le lendemain en la cathédrale Notre-Dame-de-la-Sède à Tarbes.